# Oscorp
Oscorp, aussi connue sous l’appellation d’Oscorp Industries est une entreprise américaine de fiction présente dans l'univers Marvel de la maison d'édition Marvel Comics. Créée par le scénariste Stan Lee et le dessinateur Jack Kirby, la société apparaît pour la première fois dans le comic book The Amazing Spider-Man #37 en juin 1966.
Concurrente de Stark Industries, Oscorp a été fondée par Norman Osborn (alias le Bouffon vert), le père de Harry Osborn, ce dernier étant le meilleur ami de Peter Parker (Spider-Man).
La société est souvent représentée comme étant spécialisée dans la science expérimentale, la recherche militaire et la génétique inter-espèces,. La tour Oscorp (« Oscorp Tower » en VO) est également le gratte-ciel fictif le plus haut de New York dans l'univers Marvel.
Selon le magazine spécialisé Forbes, qui a comparé les 25 plus grandes sociétés de fiction, le chiffre d'affaires d'Oscorp est estimé à 3,1 milliards de dollars, ce qui la classe au 23e rang sur 25,.

## Historique fictionnel de la société
La société Oscorp est basée à New York, à la tour Oscorp. Elle a été créée et gérée par son PDG, Norman Osborn. Norman étudia la chimie et le génie électrique à l'université. Il suivit également plusieurs cours en administration des affaires. L'enseignant de Norman, le professeur Mendel Stromm forma un partenariat d'affaires avec lui, Norman mettant en place la majeure partie du financement. Ils appelèrent leur entreprise Osborn Corporation, ou Oscorp.
Les premières recherches de Stromm portaient sur un produit chimique offrant une force accrue à ses sujets de test, et qui finira par transformer Osborn en Bouffon vert. Osborn, voulant la formule pour lui-même, découvrit que Stromm avait détourné des fonds d'Oscorp. Stromm expliqua qu'il avait simplement emprunté les fonds, mais Osborn le dénonça à la police. Après plusieurs années de prison, Stromm fut libéré et tenta de tuer Osborn en utilisant des robots maléfiques. Il fut arrêté par Spider-Man, avant de semble-t-il mourir d'une crise cardiaque quand il faillit se faire tirer dessus.
La société évolua après la fusion avec la société « Allan Chemical » de Jay Allan, avec les actions Oscorp du fils de Harry Osborn, Normie Osborn (en), et les dernières propriétés restantes de Horizon Labs après sa destruction, établissant la société sous le nouveau nom de « Alchemax ». Il fut ensuite révélé que Norman Osborn, sous l'identité de « Mason Banks », avait modifié la société afin de laisser un empire industriel à son petit-fils et établir l'héritage de la famille Osborn.

## Membres

### PDG
- Norman Osborn - fondateur et ex-président d'Oscorp.
- Harry Osborn - ancien propriétaire et président d'Oscorp à la suite de son père, Norman Osborn.
- Liz Allen - présidente d'Oscorp après la mort de son mari, Harry Osborn[9].

### Employés connus
- Arthur Stacy - chef de la sécurité d'Oscorp ; frère de George Stacy et oncle de Gwen Stacy.
- Charles Standish - premier vice-président d'Oscorp ; a été enlevé par Flaming Sword avant d'être secouru par les Vengeurs.
- Donald Menken - assistant personnel et ex-partenaire de Norman Osborn.
- Dr David Patrick Lowell - scientifique, devenu Sundown après avoir été mis en contact avec des produits chimiques similaires à la « Formule Goblin » du Bouffon vert.
- Dr Malek - scientifique membre de l'équipe de recherche qui a fait des expérimentations sur Freak.
- Dr Nels Van Adder - chercheur qui a inventé une formule le transformant en Proto-Goblin.
- Dr David Lowell - chercheur qui a développé le projet Photogenesis pour Oscorp ; a découvert un moyen de donner des pouvoirs surhumains grâce à la photosynthèse.
- Max Dillon - ingénieur en électricité ; alors qu'il réparait une ligne à haute tension, il est victime d'un accident causé par la foudre qui provoque un changement mutagène dans son organisme, le transformant en un condensateur vivant. Il devient ensuite le super-vilain Electro.
- Dr Otto Octavius - scientifique, docteur en physique nucléaire, devenu par la suite le super-vilain Docteur Octopus.
- Mendel Stromm- ancien partenaire de Norman Osborn.
- Gustav Fiers - représentant et allié des Sinister Six.
- Alistair Smythe - directeur de recherche en robotique d'Oscorp ; sa technologie a révolutionné la firme.
- Dr Michael Morbius - biochimiste et membre exécutif d'Oscorp, devenu par la suite Morbius.
- Dr Curt Connors - généticien, ancien chercheur et mentor de Gwen Stacy (licencié).
- Gwen Stacy - stagiaire et étudiante des Dr Connors et Smythe ; a démissionné peu avant de mourir dans un accident causé par le Bouffon vert.
- Dr Rajit Ratha  - généticien (décédé).
- Dr Richard Parker - scientifique (décédé).
- Felicia Hardy - assistante d'Harry Osborn (uniquement dans le film The Amazing Spider-Man : Le Destin d'un héros).

## Versions alternatives

### Marvel 2099
Dans l’univers Marvel 2099, dans une réalité d'un futur possible en 2099, Alchemax finira par contrôler la plupart des aspects de la vie quotidienne.

### Ultimate Marvel
Dans l'univers Ultimate Marvel, Oscorp est sensiblement la même que dans la version de la Terre-616. La société est détenue et exploitée par Norman Osborn, qui a développé le sérum Oz et les araignées qui ont donné des pouvoirs arachnéens à Peter Parker et plus tard Miles Morales.
Après un incident dans lequel Osborn s'injecte lui-même du sérum Oz, une grande partie du bâtiment principal est laissé en ruines, et de nombreux scientifiques meurent. Osborn Industries avait été mentionné pour produire encore plus de technologies.

## Apparitions dans d'autres médias

### Télévision
- Oscorp est présente dans la série télévisée Spider-Man de 1994, Spider-Man, l'homme-araignée. Norman Osborn engage Spencer Smythe pour créer une arme capable de détruire Spider-Man en créant l'Anti-Araignée . Le contrat passé avec Osborn signifiait que Norman construirait un fauteuil roulant pour le fils paralysé de Spencer, Alistair. L'Anti-Araignée a capturé involontairement Flash Thompson, habillé en Spider-Man, et le véritable Spider-Man est venu à son secours. Norman Osborn a dit à Spencer "Souviens-toi de notre accord. Pas de Spider-Man, pas de fauteuil roulant." Spencer a choisi de rester derrière et de terminer Spider-Man tandis que Norman a mis Alistair en sécurité. Après la destruction de l'Anti-Araignée par Spider-Man, Oscorp explose et Spencer est supposé être mort. Cependant, Spencer avait survécu après avoir été retrouvé par le Caïd. Norman a inventé la technologie qui créerait le Super-Bouffon et l'a engagé pour assassiner le Caïd. L’assassinat a été déjoué par Peter Parker et Wilson Fisk a suspecté un complot contre lui. Norman a ensuite renvoyé le Super-Bouffon, qui s'est allié avec Fisk et a enlevé le fils de Norman, Harry. Lorsque Fisk a refusé de payer immédiatement le Super-Bouffon, ils ont cessé leur partenariat. Ensuite, Osborn a vendu 50% de son entreprise au Caïd afin de rembourser sa dette. Norman et son partenaire, Wardell Stromm, ont été forcés de créer des armes chimiques pour Wilson Fisk. Une réaction instable se produisit au cours d’une expérience et Norman sembla avoir péri dans l’explosion. Cependant, Norman avait survécu à l'explosion, sa force étant renforcée par les gaz de l'explosion, ce qui, combiné aux armes du Super-Bouffon, créa le Bouffon Vert. Il a ensuite commencé à kidnapper les actionnaires d'Oscorp, bien que Spider-Man ait découvert une base sous-marine où le Bouffon Vert avait l'intention de les tuer. Combattant le Bouffon, Spider-Man le démasqua. Devenu par la suite amnésique, Norman fut incapable de se souvenir de sa double identité. Le lendemain matin, Norman a annoncé publiquement qu'Oscorp ne serait plus impliqué dans la création d'armes chimiques.
- Oscorp est présente dans Spectacular Spider-Man. Cette version d'Oscorp est la principale société de fabrication de produits chimiques (qui compte également des divisions de recherche dans d’autres domaines) basée à New York. Elle a été fondée et appartient à l'homme d'affaires impitoyable, inventeur et chimiste doué nommé Norman Osborn. À un moment donné, Norman a découvert une formule chimique avec l'intention de l'utiliser pour augmenter l'intelligence et la force physique d'une personne. Osborn a essayé de recréer le produit chimique (secrètement) et en a utilisé de petites doses. La formule a effectivement augmenté son intelligence et sa force, mais elle l'a également rendu fou. Il a créé un costume de type Halloween qu'il a coloré en vert après la solution et s'est nommé le Bouffon Vert. Son objectif principal était de devenir le chef du crime en titre à New York et de tuer Spider-Man.
- Oscorp est présente dans la série télévisée, Ultimate Spider-Man.
- Oscorp apparaît dans la série Disney de 2017, Spider-Man. Il y a eu une brèche dans le confinement où des araignées expérimentales sur lesquelles la société travaillait ont été relâchées dans l'installation ; une araignée a mordu Peter Parker, un étudiant de Midtown High. En outre, l'Osborn Academy est un rival technologique de Horizon High, et une force de sécurité de haute technologie appelée les Commandos Osborn, composée du personnel et des étudiants de l'Osborn Academy.

### Cinéma
- Oscorp fait quelques apparitions dans Spider-Man et ses suites, Spider-Man 2 et Spider-Man 3 en tant que société spécialisée dans la technologie militaire. Norman Osborn en est le fondateur, et c'est justement la peur de perdre son poste au conseil d'administration qui le pousse à prendre l'identité du Bouffon Vert pour se débarrasser de ceux qui voulaient l'évincer. Après sa mort, c'est son fils Harry qui prend sa place à la tête d'Oscorp. La société se dirige alors vers le financement des travaux d'Otto Octavius sur la fusion.
- Oscorp a un rôle majeur dans la série de films The Amazing Spider-Man. Dans les deux films, Oscorp est présenté comme une société scientifique puissante et corrompue dirigée par Norman Osborn, qui utilise les vastes ressources de la société pour tenter de trouver un remède à sa maladie incurable. La société est impliquée dans diverses conspirations illégales, telles que le piège et le meurtre de Richard et Mary Parker, et le développement du venin d'araignée qui a donné ses pouvoirs à Spider-Man. Les expériences scientifiques et les activités illégales d'Oscorp jouent un rôle dans le développement de plusieurs super-vilains, dont le Lézard, Electro, le Bouffon Vert et le Rhino. 
  - Oscorp est présente dans The Amazing Spider-Man. Lorsque le scientifique d'Oscorp, le Dr Curt Connors utilise un sérum composé d'ADN de lézard pour essayer de repousser son bras manquant, le transforme en un lézard géant. Il a essayé d'utiliser une pièce d'équipement appelée le périphérique Ganali pour répandre ce sérum partout dans New York, s'il avait touché toute la ville, la population aurait muté en reptiles humanoïdes, tout comme lui. Heureusement, il est arrêté par Spider-Man avant qu'il ne puisse le propager à travers la ville.
  - Dans The Amazing Spider-Man : Le Destin d'un héros, l'ingénieur électrique d'Oscorp Max Dillon réparait un grand câble quand il a soudainement  été électrocuté. Il est tombé à travers plusieurs plates-formes dans un réservoir plein d'anguilles électriques génétiquement modifiés. Elles l'ont attaqué plusieurs fois jusqu'à ce que le réservoir se brise. Max est devenu un être d'électricité bleue et a été transformé en un condensateur électrique vivant. Devenu Electro, il a trébuché sur Oscorp dans les rues. Après sa première défaite face à Spider-Man, Electro est envoyé à l'Institut Ravencroft, un asile pour les criminels aliénés, qui se révèle sous le contrôle d'Oscorp, où des expériences scientifiques illégales et inhumaines sont réalisées sur les patients de l'institut, sous la supervision du Dr Ashley Kafka. Dans ce même film, Harry Osborn devient également le PDG d'Oscorp après la mort de son père. Sous les sous-sols d'Oscorp, il y a un endroit appelé Projets Spéciaux où Harry est devenu le Bouffon Vert. Cet endroit contient également les armes des Sinistres Six (la combinaison et le planeur du Bouffon Vert, les bras mécaniques du Dr Octopus, les ailes du Vautour, l'armure du Rhino…) qui devaient apparaître dans les suites du film qui ont été annulées.
- Le bâtiment d'Oscorp de The Amazing Spider-Man a failli apparaître dans Avengers. Cependant, l'idée a été abandonnée[10]. Dans Spider-Man: No Way Home, un Norman Osborn d'un monde parallèle suggère qu'Oscorp n'existe pas dans cet univers après avoir échoué à y retourner.

### Jeux vidéo
- Oscorp apparaît dans le jeu vidéo Spider-Man (2002). La société reste similaire à comme elle est dans le film, avec Norman Osborn et ses scientifiques qui tentent de capturer Spider-Man afin d'étudier sa génétique pour parfaire leur propre sérum de super-soldat contracté. Après un certain nombre de tentatives infructueuses pour capturer Spider-Man en utilisant des robots Oscorp, Norman se soumet au sérum et devient le Bouffon Vert.
- L'entreprise apparaît dans Spider-Man : Allié ou Ennemi. Spider-Man se bat contre le Bouffon Vert sur l'héliporteur à la succursale Japonaise d'Oscorp.
- Oscorp apparaît dans Lego Marvel Super Heroes. Les Vengeurs semblent ignorer que le Bouffon Vert est Norman Osborn, car ils ne savent pas pourquoi il est allé à Oscorp.
- Oscorp apparaît également dans les jeux vidéo The Amazing Spider-Man, The Amazing Spider-Man 2, et Iron Man 3 avec une tour Oscorp ayant la même apparence que dans le film The Amazing Spider-Man.
- Dans The Amazing Spider-Man, la société Oscorp s'est largement réorientée vers les robots anti-araignées d'Alistair Smythe et d'autres robots avancés en réponse à la prolifération d'expériences "inter-espèces" basées sur les recherches de l'ancien scientifique d'Oscorp Curt Connors, comme Scorpion/MAC, Rhino, Iguana et Nattie. Parmi les autres membres du personnel mentionnés ou figurant dans le jeu figurent Otto Octavius, Mendell Stromm et Michael Morbius.
- Dans The Amazing Spider-Man 2, le chef de gang Herman Schultz et les membres de la mafia russe volent la technologie d'Oscorp pour se battre entre eux pour la domination de New York; Schultz en particulier utilise l'un des appareils volés pour devenir le Shocker plus tard. La technologie volée par les Russes est utilisée dans les défis du jeu.
- Oscorp apparaît dans la série Marvel's Spider-Man d'Insomniac Games. Cette version d'Oscorp a été fondée par Norman Osborn et par Otto Octavius et le nom d'Oscorp ne dérive pas du nom d'Osborn mais est nommé en référence au surnom d'université des cofondateurs, « the Os »[11]. Néanmoins, Otto a fini par quitter la société en raison de la corruption de Norman et des expériences dangereuses et contraires à l'éthique menées par Oscorp. Depuis que Norman est maire de New York, la technologie d'Oscorp a été intégrée dans de nombreux services publics de la ville.
- Dans Marvel's Spider-Man, l'entreprise joue un rôle central, puisqu'elle a créé le GR-27, surnommé "Souffle du Diable", une arme biologique qui était destinée à l'origine à traiter des troubles génétiques. Elle est responsable de la création de Mister Negative, qui avait été un cobaye du GR-27 lorsqu'il était enfant. Lorsque New York est assiégée par les démons intérieurs de Mister Negative et les Sinister Six, un groupe de super-vilains créé par Otto pour se venger de Norman, la réponse d'Oscorp est d'engager Sable International et de leur permettre de placer la ville sous la loi martiale, ce qui entraîne des abus et une corruption supplémentaires. L'ancien scientifique en chef du projet Souffle du Diable, Morgan Michaels, trahit son employeur en aidant Spider-Man à mettre au point un remède contre le GR-27. Il est révélé à la fin du jeu que la raison pour laquelle Norman a créé le GR-27 était de guérir la maladie mortelle de son fils Harry, qu'il voulait absolument sauver après avoir perdu sa femme Emily de la même maladie.
- Dans Marvel's Spider-Man: Miles Morales, l'Underground utilise le centre scientifique abandonné d'Oscorp comme cachette. Le centre scientifique, avant d'être abandonné, apparaît dans un flashback dans lequel Miles Morales et Phin Mason gagnent un concours organisé là-bas en présentant le convertisseur d'énergie qu'ils ont créé.